# Myioborus torquatus
Myioborus torquatus là một loài chim trong họ Parulidae.